# لورنس نیسمیت
لورنس نِیسمیت (انگلیسی: Laurence Naismith; ۱۴ دسامبر ۱۹۰۸ – ۵ ژوئن ۱۹۹۲) هنرپیشه اهل کشور بریتانیا بود.

## اوایل زندگی
نیسمیت با نام لارنس جانسون در ۱۴ دسامبر ۱۹۰۸ در تیمز دیتون، ساری به دنیا آمد. او در مدرسه کر All Saints، خیابان مارگارت، لندن، شرکت کرد و یکی از اعضای کر برای تولید سال ۱۹۲۷ موزیکال جورج گرشوین Oh, Kay! . او بعداً در تئاتر رپرتوار کار کرد و یک شرکت رپرتوار را برای خودش اداره کرد. نیسمیت در نیروی دریایی بازرگانی بریتانیا خدمت کرد و در آغاز جنگ جهانی دوم، به ارتش بریتانیا پیوست و در آنجا افسر توپخانه سلطنتی شد.

## فیلمشناسی
- کلئوپاترا
- الماس‌ها ابدیند
- منفجرکننده‌های سد
- جیسن و آرگونات‌ها
- کملوت
- تمپست
- موگامبو
- سلیمان و سبا
- شور زندگی
- ریچارد سوم
- اسکروچ
- دنیای سوزی وانگ
- سکوت خشمناک
- ۳۰۰ اسپارتان
- آقای بلاندن شگفت‌انگیز